# Liste von Musiklabels/U

## U
| Name Musiklabel                     | Land                       | Sitz               | Gründer                                                            | Jahr-Von     | Jahr-Bis     | Labelcode | Website | Mutterlabel                                | Details |
| ----------------------------------- | -------------------------- | ------------------ | ------------------------------------------------------------------ | ------------ | ------------ | --------- | ------- | ------------------------------------------ | --- |
| Übersee Records                     | Deutschland                |                    |                                                                    | 2002         |              |           |         |                                            | |
| Ubiquity Records                    | Vereinigte Staaten         |                    | Michael McFadin, Jody McFadin                                      | 1993         |              |           |         |                                            | |
| Ubuntu Music                        | Vereinigtes Königreich     |                    | Martin Hummel und Quentin Collins                                  | 2013         |              |           | Website | Ubuntu Management Group                    | |
| Ugly Man Records                    | Vereinigtes Königreich     |                    | Andrew Lovelady und Guy Lovelady                                   | 1986         |              |           |         |                                            | |
| Ugly Nephew Records                 | Vereinigtes Königreich     |                    |                                                                    |              |              |           |         |                                            | |
| UHD&C Record Company                | Vereinigte Staaten         |                    |                                                                    | 1904         | 1906         |           |         |                                            | |
| UK Records                          | Vereinigtes Königreich     |                    | Jonathan King                                                      | 1972         |              |           |         |                                            | |
| Ulftone                             | Deutschland                |                    | Ulf Zick                                                           | 1998         |              |           |         |                                            | |
| Ultima Thule Records                | Schweden                   |                    | Ultima Thule                                                       | 1991         |              |           |         |                                            | |
| Ultimae Records                     | Frankreich                 |                    | Vincent Villuis und Sunbeam                                        |              |              |           |         |                                            | |
| Ultra Records                       | Vereinigte Staaten         |                    | Patrick Moxey                                                      | 1995         |              |           |         |                                            | Sony Music Entertainment kaufte 2013 50 % des Labels |
| Ultraphon                           | Deutschland                |                    | Heinrich J. Küchenmeister                                          | 1925         |              |           |         | Warner Music Group                         | Die Deutsche Ultraphon ist heute ein Sublabel von Teldec in Hamburg und gehört zur Warner Music Group |
| Umami Records                       | Vereinigtes Königreich     |                    |                                                                    | 2005         |              |           |         |                                            | |
| UMTV                                | Vereinigtes Königreich     |                    |                                                                    | 1998         |              |           |         | Universal Music Group                      | |
| Unable Records                      | Vereinigte Staaten         |                    | Mike Ransom, Amanda Price Ransom, Kevin Hanning, Devon Bradford    | 2007         |              |           |         | Unable Music Group                         | |
| Unart Records                       | Vereinigte Staaten         |                    | Max E. Youngstein                                                  | 1957         |              |           |         | United Artists (1957–1978) EMI (1978–1980) | |
| Uncensored Records                  | Vereinigte Staaten         |                    | Kenneth Gamble, Leon Huff                                          | 1971         |              |           |         | Sony Music Entertainment                   | |
| Uncle Howie Records                 | Vereinigte Staaten         |                    | William „Bill“ Braunstein                                          | 1998         |              |           |         |                                            | |
| Unda K9 Records                     | Australien                 |                    | Lui                                                                | 2002         |              |           |         |                                            | |
| Uncle M Music                       | Deutschland                | Münster            | Mirko Gläser                                                       | 2011         |              |           |         |                                            | |
| Under Cover Music Group             | Deutschland                |                    | Joachim Keil, Konrad Best und Horst Abel                           | 1992         | 2003         |           |         |                                            | |
| Under One Flag                      | Vereinigtes Königreich     |                    |                                                                    | 1986         | 1994         |           |         | Music for Nations                          | |
| Undercover Prodigy                  | Vereinigte Staaten         |                    | Hopsin                                                             | 2016         |              |           |         |                                            | |
| Undercover Records                  | Deutschland                | Braunfels          | Alexander Tiebel                                                   | 1993         |              |           | Website |                                            | |
| Undergroove Records                 | Vereinigtes Königreich     |                    | Darren Sadler                                                      | 1998         |              |           |         |                                            | |
| Underground Operations              | Kanada                     |                    | Mark Spicoluk                                                      | 1995         | Erloschen    |           |         |                                            | |
| Underground Resistance              | Vereinigte Staaten         |                    | Jeff Mills und Mike Banks                                          | 1989         |              |           |         |                                            | |
| UNESCO Collection                   |                            |                    |                                                                    | 1961         |              |           |         | UNESCO                                     | |
| UNFD                                | Australien                 |                    | Jaddan Comerford                                                   | 2011         |              |           |         |                                            | |
| Unholy Records                      | Kanada                     | Windsor            | George Burdi                                                       | 1993         |              |           |         |                                            | |
| UNI Records                         | Vereinigte Staaten         |                    |                                                                    | 1967         | 1972         |           |         |                                            | |
| Uni Records                         | Vereinigte Staaten         |                    | Ned Tanen                                                          | 1966         | Erloschen    |           |         |                                            | |
| Unicorn-Kanchana                    | Vereinigtes Königreich     |                    | John Goldsmith                                                     | 1968         |              |           |         |                                            | |
| Unidisc Music Inc.                  | Kanada                     | Pointe-Claire      | George Cucuzzella                                                  | 1977         |              |           |         |                                            | |
| Unicorn Digital                     | Kanada                     | Lorraine, Quebec   | Michel St-Père                                                     | 1996         |              |           |         |                                            | |
| Union City Recordings               | Vereinigte Staaten         |                    |                                                                    | 1991         |              |           |         | Circa records                              | |
| Union Label Group                   | Kanada                     | Montreal           | Matt Collyer und Jordan Swift                                      | 1994         |              |           |         |                                            | |
| Union State Records                 | Vereinigte Staaten         |                    | John Scott                                                         | 2000         |              |           |         |                                            | |
| Unique Leader Records               | Vereinigte Staaten         |                    | Erik Lindmark und Jacoby Kingston                                  | 1998         |              |           |         |                                            | |
| Unisono-Records                     | Deutschland                | Berlin             | Patrick Römer                                                      | 2011         |              | LC 28536  | Website |                                            | |
| Unit Records                        | Schweiz                    |                    | Jürg Solothurnmann, Hans Kennel, Paul Haag, Urs Blöchlinger        | 1983         |              |           |         |                                            | |
| United Artists Records              | Vereinigte Staaten         |                    |                                                                    |              |              |           |         |                                            | Wurde im Februar 1979 von EMI gekauft |
| United Records (1910s)              | Vereinigte Staaten         | Chicago            |                                                                    | 1910er Jahre | 1910er Jahre |           |         | United Talking Machine Company             | |
| United Records                      | Vereinigte Staaten         |                    | Leonard Allen                                                      | 1951         | 1957         |           |         |                                            | |
| United Telefilm Records             | Vereinigte Staaten         |                    |                                                                    | 1959         | 1961         |           |         | United Telefilms Limited                   | |
| Universal Classics Group            | Vereinigte Staaten         |                    |                                                                    |              |              |           |         | Universal Music Group                      | |
| Universal Edition                   | Österreich                 |                    | Johann Juranek, Astrid Koblanck, Stefan Ragg                       | 1901         |              |           |         |                                            | |
| Universal Motown Records Group      | Vereinigte Staaten         | New York City      |                                                                    | 1999         | 2011         |           |         | Universal Music Group                      | |
| Universal Music Group               | Vereinigte Staaten         |                    |                                                                    | 1995         |              |           |         |                                            | Entstand 1995 aus der Übernahme der Music Corporation of America (MCA) durch Seagram und den Zukauf von PolyGram 1998 |
| Universal Music India               | Indien                     |                    |                                                                    | 1999         |              |           |         | Universal Music Group                      | |
| Universal Music Latin Entertainment | Vereinigte Staaten         | Los Angeles        |                                                                    | 2008         |              |           |         | Universal Music Group                      | |
| Universal Records                   | Vereinigte Staaten         |                    |                                                                    |              |              |           |         | Universal Music Group                      | |
| Universal South Records             | Vereinigte Staaten         | Nashville          | Tony Brown, Tim DuBois (Universal South) und Toby Keith (Show Dog) | 2001         |              |           |         |                                            | |
| University Recording Company        | Vereinigte Staaten         | Hollywood          |                                                                    | 1945         | 1947         |           |         |                                            | |
| Univision Music Group               | Vereinigte Staaten         | Woodland Hills     |                                                                    | 2001         |              |           |         | Univision Communications                   | |
| Unlockedgroove                      | Vereinigte Staaten         | Boston             |                                                                    |              |              |           |         |                                            | |
| Unmatched Brutality Records         | Vereinigte Staaten         | Powell (Tennessee) |                                                                    |              |              |           |         |                                            | |
| Unstable Ape Records                | Australien                 | Melbourne          |                                                                    | 2001         | 2013         |           |         |                                            | |
| Unterm durchschnitt                 | Deutschland                |                    | Andreas Wildner                                                    | 1999         | 2011         | LC 12566  |         |                                            | |
| Unundeux                            | Deutschland                | Hamminkeln         | Martin Freund, Markus Maria Hoff und Christof Kather               | 2009         |              |           |         |                                            | |
| Up Above Records                    | Vereinigte Staaten         | Long Beach         | Papadoug Kato, KeyKool und DJ Rhettmatic                           | 1995         |              |           |         |                                            | |
| Up Records                          | Vereinigte Staaten         | Seattle            | Chris Takino und Rich Jensen                                       | 1994         |              |           |         |                                            | |
| UpFront Records                     | Vereinigte Staaten         | Atlanta            | DeVyne Stephens                                                    | 2005         |              |           |         |                                            | |
| Uppity Cracker                      | Vereinigte Staaten         |                    | Jimmy Urine und James Galus                                        |              |              |           |         |                                            | |
| Uprising Records                    | Vereinigte Staaten         |                    | Sean Muttaqi                                                       | 1994         |              |           |         |                                            | |
| Uprok Records                       | Vereinigte Staaten         | Seattle            | Josh Niemyjski                                                     | 1999         |              |           |         | Tooth & Nail Records                       | |
| Upsetter Records                    | Vereinigte Staaten         | Los Angeles        | Chris Desjardins und Judith Bell                                   | 1978         |              |           |         |                                            | |
| Upsetter Records                    | Jamaika                    | Kingston           | Lee „Scratch“ Perry                                                | 1968         | 1978         |           |         |                                            | |
| Upside Records                      | Vereinigtes Königreich     |                    |                                                                    |              |              |           |         |                                            | |
| Uptown Records (Hip-Hop-Label)      | Vereinigte Staaten         | New York City      | Andre Harrell                                                      | 1986         | Erloschen    |           |         |                                            | |
| Uptown Records (Jazzlabel)          | Kanada                     |                    | Robert E. „Bob“ Sunenblick                                         | 1979         | 1991         |           |         |                                            | |
| Urban Jungle                        | Brasilien                  | São Paulo          | André Bourgeois                                                    | 2000         |              |           |         |                                            | |
| Urban Records                       | Deutschland                |                    |                                                                    |              |              |           |         | Universal Music Group                      | |
| Urban Tree Music & Media            | Deutschland                | Berlin             | Jens P. Neumann und David Buchholz                                 | 2010         |              | LC 50954  | Website |                                            | |
| URBNET Records                      | Kanada                     | Toronto            | Janusz Jarosinski und Darryl Rodway                                | 1999         |              |           |         |                                            | |
| Urgent! Records                     | Vereinigte Staaten         | Jackson            | Tim Whitsett                                                       |              |              |           |         |                                            | |
| Urinine Records                     | Vereinigte Staaten         | Indianapolis       | Sid Sowder                                                         | 1994         | 2004         |           |         |                                            | |
| US Records                          | Vereinigte Staaten         |                    | Usher Raymond IV                                                   | 2002         |              |           |         |                                            | |
| Uslu Müzik                          | Deutschland ehemals Türkei | Augsburg           | Ayhan Uslu                                                         | 1960         |              | LC 57939  | Website | CILEM RECORDS INTERNATIONAL                | CILEM RECORDS INTERNATIONAL UG (haftungsbeschränkt) Ehemals wurde USLU MÜZIK im Jahr 1960 in Istanbul / Türkei von Senior Ahmet Uslu gegründet. Seit 1980 wird das Label von Junior Ayhan Uslu in Augsburg, Deutschland geführt |
| Utech Records                       | Vereinigte Staaten         | Milwaukee          | Keith Utech                                                        | 2004         |              |           |         |                                            | |
| Utopia Records                      | Israel                     |                    | Ido Yaron (DJ Ido)                                                 | 2003         |              |           |         |                                            | |
| UTP Records                         | Vereinigte Staaten         |                    | Terius Gray                                                        | 2001         |              |           |         |                                            | |
| Uzelli (Label)                      | Deutschland                | Augsburg           | Ayhan Uslu                                                         | 1967         |              | LC-83574  | Website | CILEM RECORDS INTERNATIONAL                | CILEM RECORDS INTERNATIONAL UG (haftungsbeschränkt) Ehemals wurde UZELLI im Jahr 1967 von Senior Ahmet Uslu in Augsburg gegründet. Seit 1980 wird das Label von Junior Ayhan Uslu in Augsburg, Deutschland geführt              |
| UZI Suicide                         | Vereinigte Staaten         |                    | Guns n’ Roses                                                      | 1986         |              |           |         |                                            | |